# Peña Bistruey
Peña Bistruey o, simplemente, Bistruey es una cumbre situada en la cordillera Cantábrica, en el sureste de la cadena montañosa al sur del valle de Cereceda, en el municipio cántabro de Vega de Liébana (España). Hay también un vértice geodésico en el pico, con una altitud de 2000,5 m s. n. m. en la base del pilar. Es una subida clásica en el montañismo de la zona.